# Batkenská oblast
Batkenská oblast (kyrgyzsky Баткен облусу, rusky Баткенская область) je jedna ze sedmi oblastí v Kyrgyzstánu. Jejím hlavním městem je Batken. Na východě sousedí s Ošskou oblastí, na jihu, západě a severu s Tádžikistánem a na severovýchodě s Uzbekistánem. Severní část oblasti je součástí Ferganské kotliny a v jižní části se zvedá Alajský a Turkestánský hřbet. Její celková rozloha je 17 048 km² a v roce 2023 zde žilo 548 247 obyvatel. V oblasti žije početná uzbecká a tádžická menšina.

## Historie
Batkenská oblast byla vytvořena 15. října 1999 odtržením od Ošské oblasti. Stalo se tak jako reakce na aktivity Islámského hnutí Uzbekistánu se základnami v Tádžikistánu. V roce 1999 uneslo hnutí skupinu japonských geologů a v roce 2000 několik amerických horolezců. Během těchto dvou let bylo zabito 49 kyrgyzských vojáků. V květnu 2006 došlo k útoku na tádžickou pohraniční stanici. V roce 2021 si konflikt o vodu vyžádal 31 mrtvých a 150 zraněných Kyrgyzů.

## Enklávy

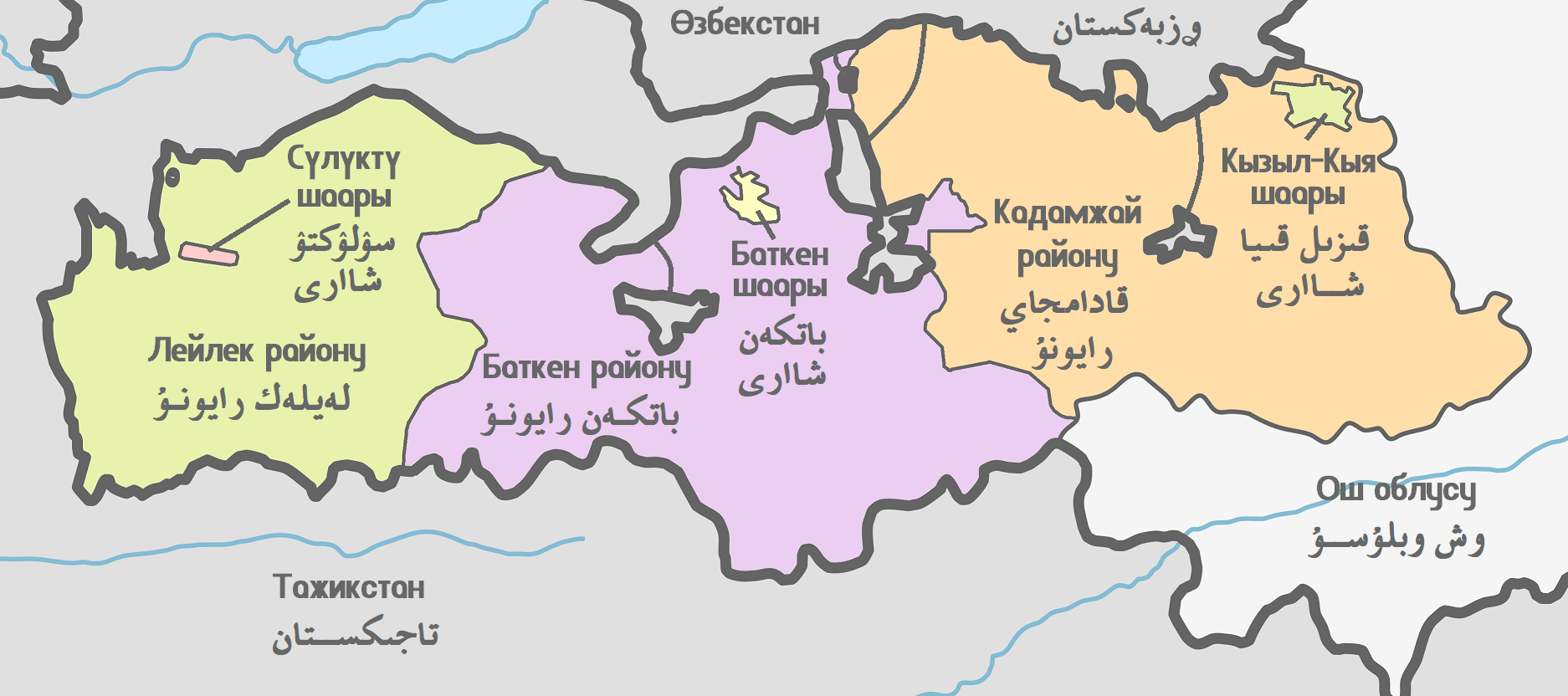
batkenské enklávy

Na území Batkenu se nachází několik exkláv (z pohledu Kyrgyzstánu enkláv) sousedních států – dvě tádžické a čtyři uzbecké.
Tádžické exklávy nesou názvy Voruch a Lolazor (druhý jmenovaný je pouze dvoukilometrový úsek dálnice u hranic s Tádžikistánem a jeho bezprostřední okolí). Exklávami Uzbekistánu jsou Jani-Ayil, Šohimardon a Sochský rajon (sestávající ze dvou oddělených částí).